# Gordini

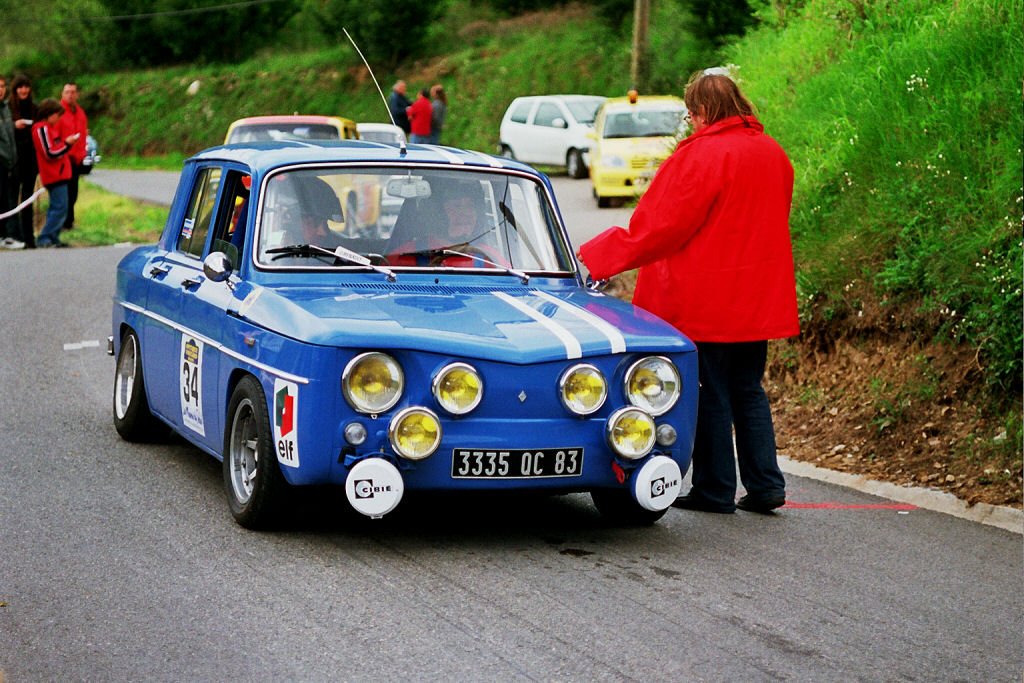
Gordini

Gordini va ser una empresa de fabricació de cotxes francesa que va arribar a competir a la Fórmula 1.
La companyia va ser fundada per Amédée Gordini també anomenat Le Sorcier ("El Bruixot"). Als seus començaments Gordini va estar fortament lligada a la marca Simca, ja que el fundador d'aquesta, Henri Pigozzi, compartia models d'automòbil entre ambdues marques.
Gordini va competir a la Fórmula 1 des de la temporada 1950 fins a la de 1956.
Anys després, Gordini va treballar amb Renault com ajustador de motors fins que va vendre la firma a Renault.

## A la Fórmula 1
| Any  | Equip                       | Pilot                  | nª de GPs |
| ---- | --------------------------- | ---------------------- | --------- |
| 1950 | Simca-Gordini-Simca-Gordini | Robert Manzon          | 3         |
| 1950 | Simca-Gordini-Simca-Gordini | Maurice Trintignant    | 2         |
| 1951 | Simca-Gordini-Simca-Gordini | Andre Simon            | 4         |
| 1951 | Simca-Gordini-Simca-Gordini | Maurice Trintignant    | 4         |
| 1951 | Simca-Gordini-Simca-Gordini | Robert Manzon          | 4         |
| 1951 | Simca-Gordini-Simca-Gordini | Aldo Gordini           | 1         |
| 1952 | Gordini-Gordini             | Robert Manzon          | 7         |
| 1952 | Gordini-Gordini             | Jean Behra             | 6         |
| 1952 | Gordini-Gordini             | Maurice Trintignant    | 4         |
| 1952 | Simca-Gordini-Gordini       | Johnny Claes           | 3         |
| 1952 | Gordini-Gordini             | Prince Bira            | 2         |
| 1952 | Simca-Gordini-Gordini       | Prince Bira            | 2         |
| 1952 | Gordini-Gordini             | Johnny Claes           | 1         |
| 1952 | Simca-Gordini-Gordini       | Maurice Trintignant    | 1         |
| 1952 | Simca-Gordini-Simca         | Max de Terra           | 1         |
| 1952 | Simca-Gordini-Gordini       | Paul Frere             | 1         |
| 1952 | Simca-Gordini-Gordini       | Robert OBrien          | 1         |
| 1953 | Gordini-Gordini             | Harry Schell           | 7         |
| 1953 | Gordini-Gordini             | Maurice Trintignant    | 7         |
| 1953 | Gordini-Gordini             | Jean Behra             | 6         |
| 1953 | Gordini-Gordini             | Roberto Mieres         | 3         |
| 1953 | Gordini-Gordini             | Carlos Menditeguy      | 1         |
| 1953 | Gordini-Gordini             | Fred Wacker            | 1         |
| 1953 | Simca-Gordini-Gordini       | Georges Berger         | 1         |
| 1953 | Simca-Gordini-Gordini       | Pablo Birger           | 1         |
| 1953 | Gordini-Gordini             | Robert Manzon          | 1         |
| 1954 | Gordini-Gordini             | Jean Behra             | 8         |
| 1954 | Gordini-Gordini             | Clemar Bucci           | 4         |
| 1954 | Gordini-Gordini             | Andre Pilette          | 3         |
| 1954 | Gordini-Gordini             | Paul Frere             | 3         |
| 1954 | Gordini-Gordini             | Fred Wacker            | 2         |
| 1954 | Gordini-Gordini             | Jacques Pollet         | 2         |
| 1954 | Gordini-Gordini             | Elie Bayol             | 1         |
| 1954 | Gordini-Gordini             | Georges Berger         | 1         |
| 1954 | Gordini-Gordini             | Roger Loyer            | 1         |
| 1955 | Gordini-Gordini             | Hermano da Silva Ramos | 3         |
| 1955 | Gordini-Gordini             | Jacques Pollet         | 3         |
| 1955 | Gordini-Gordini             | Robert Manzon          | 3         |
| 1955 | Gordini-Gordini             | Elie Bayol             | 2         |
| 1955 | Gordini-Gordini             | Jean Lucas             | 1         |
| 1955 | Gordini-Gordini             | Jesús Iglesias         | 1         |
| 1955 | Gordini-Gordini             | Mike Sparken           | 1         |
| 1956 | Gordini-Gordini             | Robert Manzon          | 5         |
| 1956 | Gordini-Gordini             | Hermano da Silva Ramos | 4         |
| 1956 | Gordini-Gordini             | Andre Pilette          | 3         |
| 1956 | Gordini-Gordini             | Andre Milhoux          | 1         |
| 1956 | Gordini-Gordini             | Andre Simon            | 1         |